# Leptospermum nitidum
Leptospermum nitidum är en myrtenväxtart som beskrevs av Joseph Dalton Hooker. Leptospermum nitidum ingår i släktet Leptospermum och familjen myrtenväxter.
Artens utbredningsområde är Tasmanien. Inga underarter finns listade i Catalogue of Life.